# 7e division SS Prinz Eugen
Pour les articles homonymes, voir 7e division.
Pour les articles homonymes, voir Prinz Eugen.
La 7e division SS « Prinz Eugen » ou la division « Prinz Eugen » (appellation allemande complète : la 7. SS-Freiwilligen-Gebirgs-Division « Prinz Eugen » ; traduction littérale : la « 7e division SS de montagne de volontaires Prince Eugène ») est l'une des 38 divisions de la Waffen-SS durant la Seconde Guerre mondiale, entièrement composée de personnes n'ayant pas la nationalité allemande : elle a été la première dans ce cas.

## Historique
Le 30 décembre 1941, Himmler reçut l'accord de Hitler pour la constitution d'une nouvelle division. Celle-ci fut recrutée parmi les minorités allemandes des Balkans, des Volksdeutschen
, comme le montre le détail de sa composition en février 1944. La 7e division SS se composait à 8,5 % d'Allemands du Reich et à 91,5 % de Volksdeutschen. Ceux-ci étaient originaires de Serbie et du Banat (53,6 %), de Roumanie (21,3 %), de Croatie (11,2 %), de Slovaquie (2,9 %) et de Hongrie (2,6 %).
La Prinz Eugen est créée le 1er mars 1942 par ordre d'Himmler. Le commandant de la division et responsable de sa mise en place est le Gruppenführer Artur Phleps. Le nom de l'unité vient de celui du prince Eugène de Savoie-Carignan, général qui mena les troupes impériales autrichiennes à la victoire contre les Turcs à la bataille de Zenta en 1697. La mission de cette unité était d'éliminer les partisans dans la région des Balkans. La division fut décorée de six croix de fer.
En octobre 1944, 700 membres de la division sont abattus à Belgrade, et finissent dans une fosse commune, aujourd'hui située sous les fondations de la tribune sud du Stade du FK Obilić.
L'unité prend part aux opérations contre les résistants dans les Balkans, principalement en Serbie et Croatie :
- Bataille de la Neretva
- Opération Kugelblitz
- Opération Schneesturm
- Opération Rösselsprung
- Opération Rübezahl
- Opération Frühlingssturm
- Opération Werwolf

Le 12 mai 1945 l'unité dépose les armes, 4 jours après la fin de la guerre, le gros de la division étant fait prisonnier par les forces armées des partisans yougoslaves. Le reste de la division réussit à fuir en Autriche.

## Crimes de guerre
La division est principalement connue en raison des atrocités commises contre la population civile,. Le docteur Dusan Nedeljkovic indique dans le rapport de la Commission nationale yougoslave pour crimes de guerre :
« Ils ont brûlé, tué et volé tous ceux qu'ils rencontraient. Les officiers et soldats de la division SS Prinz Eugen sont des criminels, ils ont commis des actes d'une cruauté inouïe. Les victimes ont été tuées, abattues, torturées, brûlées vives, ou dans des maisons en feu. Si la victime ne tombait pas dans sa propre maison, mais sur la route ou sur un terrain, loin de sa maison, alors elle était tuée puis était brûlée. Ils tuent même les mères avec les enfants, les femmes enceintes et les personnes âgées. En d'autres termes, ils tuent tous les civils qui lui semblent être ou pas des guerriers. Souvent, des familles entières, qui ne prévoyait pas un tel traitement ou n'ont pas eu le temps de s'échapper, sont restés dans leurs maisons, et ils ont été massacrés. Des familles entières ont été brûlées dans les maisons. 121 personnes, principalement des femmes, et 30 personnes âgées de 60 à 92 ans et 29 enfants âgés de 6 mois à 14 ans, ont été tuées avec ces méthodes cruelles, décrites ci-dessus ... »
En 1943, des soldats de la division Prinz Eugen massacrent tous les habitants du village serbe de Košutica, près de Sokolac.

Cette division est également responsable :
- du massacre de Treglia (it), également en septembre 1943, où ils exécutent avec des mitrailleuses 450 officiers italiens de la division Bergame (it) ;
- de l'assassinat de 2 000 Croates en Dalmatie, le 28 mars 1944[8].

## Ordre de bataille

### Croatie en octobre 1943
- SS-Freiwilligen-Gebirgs-Jäger-Regiment
- SS-Freiwilligen-Gebirgs-Jäger-Regiment 14 Skanderbeg
- SS-Freiwilligen-Gebirgs-Artillerie-Regiment 7
- SS-Freiwilligen Gebirgs Reconnaissance Abteilung (mot) 7
- SS-Panzer Abteilung 7
- SS-Gebirgs-Panzerjäger-Abteilung 77
- SS-Gebirgs-Pionier-Abteilung 7
- SS-Gebirgs-Flak Abteilung7
- SS-Radfahr-Abteilung 7
- SS-Kavallerie-Abteilung 7
- SS-Gebirgs-Signals Abteilung 7
- SS-Gebirgs-Reserve Abteilung 7
- SS-Medical Abteilung 7
- SS-Feldgendarmerie-Trupp 7
- SS-Freiwilligen Gebirgs Veterinary Kompanie 7
- SS-Freiwilligen Gebirgs War Reporter Zug 7
- SS-Divisions Versorgungs Truppen 7

### Balkans en novembre 1944
- SS-Freiwilligen-Gebirgs-Jäger-Regiment 13 Artur Phleps (Volksdeutsche)
- SS-Freiwilligen-Gebirgs-Jäger-Regiment 14 Skanderbeg (Albanais)
- SS-Freiwilligen-Gebirgs-Artillerie-Regiment 7
  - SS-Panzer-Abteilung 7
  - SS-Gebirgs-Panzerjäger-Abteilung 7
  - SS-Kavallerie-Abteilung 7
  - SS-Sturmgeschütz-Abteilung 7
  - SS-Flak-Abteilung 7
  - SS-Gebirgs-Nachrichten-Abteilung 7
  - SS-Freiwilligen-Gebirgs-Aufklärungs-Abteilung 7
    - SS-Panzer-Aufklärungs-Zug

  - SS-Radfahr-Bataillon 7
  - SS-Radfahr-Aufklärungs-Abteilung 7
  - SS-Gebirgs-Pionier-Bataillon 7
  - SS-Kradschützen-Bataillon 7
    - SS-Nachschub-Kompanie 7

  - SS-Wirtschafts-Bataillon 7
  - SS-Sanitäts-Abteilung 7
    - SS-Freiwilligen-Gebirgs-Veterinär-Kompanie 1/7 und 2/7
    - SS-Freiwilligen-Gebirgs-Kriegsberichter-Zug 7
      - SS-Propaganda-Zug
      - SS-Feldgendarmerie-Trupp 7

  - SS-Instandsetzungs-Abteilung 7
  - SS-Wehrgeologisches Bataillon
- Divisionstruppen 7
  - SS-Feldersatz-Bataillon 7

## Division-sœur
- 13e division SS de montagne Handschar